# Reinaldo Quijada
Reinaldo José Quijada Cervoni (Ginebra, 21 de noviembre de 1959) es un ingeniero y político venezolano, y excandidato presidencial en las elecciones de 2018, es redactor del grupo editorial Aporrea.org.

## Biografía

### Juventud, familia y estudios
Quijada nació en Suiza, cuando su padre Manuel Quijada era representante de Venezuela en la ONU. Su madre es Evelina Cervoni. Es venezolano por el hecho de que nació en la embajada venezolana en Suiza.
Su padre fue militante de izquierda y participó siendo civil en el Porteñazo de 1962 contra el entonces presidente Rómulo Betancourt, siendo juzgado y posteriormente exiliado. La familia se exilió durante seis años en Italia e Inglaterra. Más adelante, durante el Gobierno de Hugo Chávez, su padre participó en la Asamblea Nacional Constituyente de 1999 y luego fue designado embajador de Venezuela en Portugal.
Reinaldo Quijada tiene pareja y dos hijos. Aparte de castellano Quijada habla inglés, italiano y francés. Reinaldo Quijada es ingeniero electrónico egresado de la Universidad Simón Bolívar en 1987, aunque anteriormente se encontraba estudiando esa misma carrera en Estados Unidos. De igual manera, tiene estudios en teoría económica y política, así como en literatura española e hispanoamericana.
Asimismo, es autor de cuatro obras de teatro y ganador del primer premio del Concurso para Autores Inéditos de Monte Ávila Editores Latinoamericanos en el año 2014 con su obra La hora de las luciérnagas.

### Actividad política
Sus primer acercamiento político fue con el Movimiento al Socialismo durante su vida universitaria.
En 1992 Quijada apoyó abiertamente el intento de golpe de Estado del 4 de febrero liderado por Hugo Chávez contra el entonces presidente Carlos Andrés Pérez. Ese mismo año fundó —junto con otros compañeros activistas— el Frente Patriótico, que apoyaba ideas socialistas dentro de la nación y cuestionaba el bipartidismo de entonces representado por Acción Democrática y COPEI.
Posteriormente, con la llegada de Hugo Chávez a la presidencia de Venezuela, sería dirigente primero del movimiento chavista Clase Media en Positivo, el cual más tarde se convertiría en el partido Clase Media Revolucionaria. En 2008 se convierte en miembro del PSUV, que ocuparía el cargo de vocero principal en El Cafetal. Ese mismo año fue precandidato a la Gobernación de estado Miranda en las elecciones primarias del Partido Socialista Unido de Venezuela donde obtuvo 1 513 (0,97 %).
En 2013, tras la muerte de Chávez, el PSUV sufrió una serie de cambios que llevaron a Quijada, juntos a otros miembros del MEP, abandonar la idea de participar en el gobierno de Nicolás Maduro, y en 2015 funda el partido Unidad Política Popular 89 (UPP89). Aunque se considera chavista, Quijada reconoce que Chávez «cometió muchísimos errores en la política económica», así como también asegura que él contribuyó a generar cierta estigmatización hacia los empresarios y la clase media en el país y se rodeó de personas que no lo contradijeran, todos estos aspectos que Quijada señala como orígenes de la crisis venezolana.

#### Candidato presidencial en 2018
El 21 de febrero de 2018, anunció su candidatura presidencial con el apoyo de su partido que fundó en 2013; siendo antes simpatizante del PSUV, la Unidad Política Popular 89 (UPP89). Fue el primero en oficializar su candidatura para esta elección. Destacó que apoyaría un proceso revolucionario que Nicolás Maduro había abandonado. El 27 de febrero inscribió ante el CNE su candidatura.
Reinaldo Quijada en su plan de gobierno contempló en materia económica sostener el control de cambios por un tiempo, pero ajustar el precio del dólar, buscar financiamiento externo, refinanciar la deuda, recuperar la producción petrolera, el aparato productivo  y “racionalizar” los precios de la gasolina y demás combustibles. Termina en último lugar con 36 246 votos con el 0,39 %. Aparte de su partido, su candidatura fue apoyada por Marea Socialista y el Frente Alternativo Revolucionario Venezolano.